# Armando Ignacio Quinteros
Armando Ignacio Quinteros (San Miguel de Tucumán, 28 de marzo de 1956) es un exfutbolista argentino. Jugó profesionalmente entre 1971 y 1991.

## Trayectoria
Surgido de las inferiores del Atlético Tucumán, debutó muy joven con el equipo profesional.
En 1974 pasó a las filas de Vélez Sársfield junto con Horacio Manuel Santillán. Allí se afianzó como jugador de la Primera División de Argentina y, en 1981, dejó el club para unirse a San Lorenzo de Almagro. Le tocó formar parte del equipo que descendió de la máxima categoría del fútbol argentino en 1981 pero ascendió posteriormente al ganar el Campeonato de Primera B de 1982.
Jugó para el equipo boliviano Wilstermann en 1985.
En el fútbol argentino totalizó 361 partidos y marcó 26 goles.

### Clubes
| Club                   | País      | Año         |
| ---------------------- | --------- | ----------- |
| Atlético Tucumán       | Argentina | 1971 - 1973 |
| Vélez Sársfield        | Argentina | 1974 - 1980 |
| San Lorenzo de Almagro | Argentina | 1981 - 1985 |
| Wilstermann            | Bolivia   | 1985        |
| Talleres de Córdoba    | Argentina | 1986        |
| San Lorenzo de Almagro | Argentina | 1986 - 1987 |
| Colón                  | Argentina | 1987 - 1988 |
| San Miguel             | Argentina | 1989 - 1990 |
| Colón                  | Argentina | 1990 - 1991 |

## Selección nacional
Quinteros integró el representativo juvenil argentino que se consagró campeón en el Torneo Esperanzas de Toulon de 1975.